# Тарасевич, Виктор Болеславович
Ви́ктор Болесла́вович Тарасе́вич (26 июня 1963, Заболоть, Гродненская область — 17 февраля 2002 или 22 февраля 2002, Гожув-Велькопольски) — российский журналист. Основатель и первый главный редактор Агентства религиозной информации «Благовест-инфо»

## Биография
В 1984 году окончил Минский государственный педагогический институт иностранных языков и в течение нескольких лет работал учителем английского и французского языков в средней школе Гродно. В 1990 году учился в Брюсселе в Институте журналистики имени Робера Шумана.
В 1992 году переехал на постоянное место жительства в Москву. Являясь по вероисповеданию католиком, работал на христианской радиостанции «Благовест».
В 1995 году основал и возглавил агентство религиозной информации «Благовест-инфо».

## Убийство
Убит в феврале 2002 года во время частной поездки на автомобиле в Германию вместе со своим 33-летним младшим братом Юрием, чьи тела были обнаружены близ города Гожув-Велькопольски в нескольких метрах от автотрассы Варшава — Берлин. Согласно данным судебно-медицинские эксперты причиной смерти, которая произошла «между 17 и 22 февраля» 2002 года, стали огнестрельные ранения. Виктор был ранен в голову, а Юрий получил два выстрелами в грудь.
12 апреля тела братьев были похоронены на кладбище в селе Василишке Щучинского района Гродненской области, где прошло детство Виктора, родился Юрий и жили родители братьев. В конце 2002 года польской полицией был арестован гражданин Белоруссии Виктор Миссу, которому в частности было предъявлено обвинение в убийстве с целью ограбления братьев Тарасевичей. После нескольких месяцев следствия в Польше Миссу экстрадировали в Белоруссию, где в 2005 году его приговорили к пожизненному заключению. В 2003 году Виктор посмертно занял второе место в списке десяти «католиков года» по версии англоязычного журнала Inside the Vatican. Первое и третье место заняли основатель движения Comunione e Liberazione монсеньор Луиджи Джуссани и секретарь ватиканской Конгрегации вероучения архиепископ Генуэзский Тарчизио Бертоне соответственно.
18 февраля 2012 года в память о трагической гибели Тарасевича в католическом кафедральном соборе Непорочного зачатия Пресвятой Девы Марии в Москве на Малой Грузинской улице вице-канцлером курии архиепархии Божией Матери священником С. Н. Альхимёнком, была отслужена заупокойная месса, на которой присутствовали коллеги Тарасевича и подписчики «Благовест-инфо», среди которых президент Евразийского отделения Международной ассоциации религиозной свободы А. А. Красиков и социолог религии и религиовед С. Б. Филатов.

## Семья
Жена — Людмила, дети — Алексей (род. 1990) и Анна (род. 1993).